# Gerhard Krüger (Informatiker)
Gerhard Krüger (* 9. Juli 1933 in Melsungen; † 9. Oktober 2013 in Waldbronn) war Professor für Informatik am Karlsruher Institut für Technologie und hat die Informatik-Lehre in Deutschland mit aufgebaut.

## Leben
Gerhard Krüger studierte von 1952 bis 1957 Physik an der Friedrich-Schiller-Universität Jena und der Humboldt-Universität Berlin. Er promovierte 1959 mit der Dissertation Nachweis schneller Neutronen mit Funkenzählern an der Universität Gießen zum Dr. phil. nat. bei Wilhelm Hanle. Ab 1960 arbeitete er im Kernforschungszentrum Karlsruhe. Seit 1971 war er Informatikprofessor an der Universität Karlsruhe (TH). Von 1981 bis 1983 war er Dekan der Fakultät für Informatik. Im Jahr 1982 gründete er das Institut für Telematik, das erste seiner Art in Deutschland.
Neben seinem wissenschaftlichen Wirken engagierte Gerhard Krüger sich auch in der Hochschulpolitik, unter anderem in den 1990er Jahren für den Aufbau der Lehre im Fach Informatik an diversen ostdeutschen Universitäten. Von 1985 bis 1986 war er Präsident der Gesellschaft für Informatik.
Er war seit 1995 Mitglied der Deutschen Akademie der Naturforscher Leopoldina und seit 1996 ordentliches Mitglied der Heidelberger Akademie der Wissenschaften. Er war ferner Mitglied der Deutschen Akademie der Technikwissenschaften acatech.
Krüger war Mitherausgeber des Lehr- und Übungsbuchs Telematik sowie Autor zahlreicher wissenschaftlicher Veröffentlichungen.

## Ehrungen
- 1994: Ehrendoktorwürde Dr. rer. nat. h. c. der Humboldt-Universität zu Berlin
- 1995: Bundesverdienstkreuz I. Klasse
- 1997: Ehrendoktorwürde Dr. rer. nat. h. c. der Medizinischen Universität zu Lübeck
- 2001: Ehrendoktorwürde Dr. rer. nat. h. c. der Friedrich-Schiller-Universität Jena[4]
- 2001: Verdienstmedaille des Landes Baden-Württemberg[5]
- 2003: Fellow der Gesellschaft für Informatik[6]
- 2005: Ehrendoktorwürde Dr.-Ing. E. h. der Universität Rostock[7]
- 2007: Ehrendoktorwürde Dr.-Ing. E. h. der Technischen Universität Ilmenau[8]
- 2007: Ehrenmitglied der Gesellschaft für Informatik[9]